# Hans Strikwerda
 (août 2017).
Si vous disposez d'ouvrages ou d'articles de référence ou si vous connaissez des sites web de qualité traitant du thème abordé ici, merci de compléter l'article en donnant les références utiles à sa vérifiabilité et en les liant à la section « Notes et références ».
Johannes Hans Strikwerda (né en 1952) est un consultant en organisation néerlandais.
Professeur en organisation et conduite du changement à l'université d'Amsterdam, il est l'un des pionniers de l'implémentation des centres de services partagés dans les organisations publiques.

## Publications
- 1994 : Organisatie-advisering : wetenschap en pragmatiek, Proefschrift Katholieke Universiteit Brabant, Delft, Eburon[2].
- 2000 : Changing business designs for the 21st century : how to realize aspirational business strategies, avec Han van der Zee (red.), Addison Wesley Longman.
- 2000 : Internal governance : leiding en organisatie in de nieuwe economie, Inaugurele rede Universiteit van Amsterdam.
- 2000 : Het ontwerpen van een organisatie : de concernstructuur, Prentice Hall.
- 2003 : Shared service centers : van kostenbesparing naar waardecreatie, Van Gorcum.
- 2005 : Growth, governance and organisation : on power strategy and modular organisation, Van Gorcum.
- 2007 : Executing strategy in turbulent times : how capital markets impact corporate strategy, Nolan, Norton & Co.
- 2008 : Van unitmanagement naar multidimensionale organisaties, Van Gorcum.
- 2009 : Het nieuwe ondernemen : het belang van vertrouwen voor de onderneming van de toekomst, Stichting Maatschappij en Onderneming (SMO).